# Rifugio Pernici
Das Rifugio Pernici, vollständiger Name Rifugio Bocca di Trat – „Nino Pernici“, ist eine Schutzhütte der Sektion Riva del Garda der Società degli Alpinisti Tridentini (SAT) in den Gardaseebergen im Trentino. Die Hütte wird in der Regel von Mitte April bis Mitte Oktober durchgehend bewirtschaftet. Sie verfügt über 30 Schlafplätze und hat einen Winterraum für vier Personen.

## Lage und Umgebung
Die Schutzhütte liegt auf einer Höhe von 1600 m s.l.m. entlang des Kammes, der das Ledrotal im Norden eingrenzt an den nördlichen Ausläufern des Con da Trat (1751 m). Sie wurde nur wenige hundert Meter südöstlich des Sattels Bocca di Trat (1581 m) errichtet, der bereits in der Römerzeit als Übergang zwischen dem Val di Ledro und Riva del Garda genutzt wurde. In unmittelbarer Nähe liegt nordwestlich der Hütte die zerklüftete Ostwand der Mazza di Pichea (1879 m). Das Rifugio Pernici liegt im Natura 2000 Schutzgebiet Crinale Pichea–Rocchetta (WDPA-ID 555580424), das seit 2015 Kernzone des UNESCO-Biosphärenreservates Ledroalpen und Judikarien ist. An der Hütte führen die Fernwanderwegen Alpiedi Ledro Alps Trek, Garda-Brenta und Friedensweg vorbei.

## Geschichte
Bereits 1906 plante die Sektion Arco des Deutschen und Österreichischen Alpenvereins den Bau einer Schutzhütte an der Mazza di Pichea. Der Plan konnte allerdings nicht verwirklicht werden. Nach dem Ersten Weltkrieg wurde die Idee wieder aufgegriffen, und 1919 wurden einige Kriegsbaracken der österreichisch-ungarischen Armee bei der Bocca di Trat als Standort einer Schutzhütte ausgemacht. Mit dem Bau wurde aber erst nach der Gründung der Sektion Riva der SAT 1926 begonnen. Das Baumaterial wurde von Riva mit Tragtierkolonnen des dort stationierten Alpini-Bataillons „Edolo“  unter dem Befehl des Hauptmanns Gennaro Sora zur Baustelle transportiert. Sora war zwei Jahre später an der Rettungsaktion von Umberto Nobile während dessen zweiter Nordpolexpedition teil, weshalb die ursprünglich für 1928 geplante Einweihung der Schutzhütte auf 1929 verschoben wurde. Am 26. Mai 1929 fand schließlich die feierliche Eröffnungszeremonie der Hütte statt. Sie trägt den Namen des aus Riva stammenden und 1916 am Isonzo gefallenen Alpini-Offiziers und Irredentisten Nino Pernici.
Das Rifugio wurde 1990 umgebaut und mit einem Winterraum versehen. 2014 wurden die Schlafsäle renoviert.

## Zugänge
- Von der Malga Trat, 1556 m ⊙ auf Weg 403 in 20 Minuten
- Von Lenzumo, 796 m ⊙ auf Weg 403 in 2 Stunden 15 Minuten
- Von der Capanna Grassi, 1055 m ⊙ auf Weg 402 in 1 ½ Stunden

## Übergänge und Nachbarhütten
- Nach Riva del Garda, 65 m ⊙ auf Weg 402 in 3 ½ Stunden oder auf Weg 413, 404 in 6 Stunden
- Nach Bondo, 823 m ⊙ auf Weg 420, 455, 418 in 8 Stunden
- Zum Passo del Balino, 763 m ⊙ auf Weg 420 in 6 Stunden
- Zum Bivacco Francesco Arcioni, 858 m ⊙ auf Weg 413, 417, 460bis in 6 ½ Stunden